# Gornji Borki
Gornji Borki – wieś w Chorwacji, w żupanii bielowarsko-bilogorskiej, w gminie Sirač. W 2021 roku pozostawała niezamieszkana.